# توماس هالبن
توماس هالبن (بالإنجليزية: Thomas Halpin)‏ هو منافس ألعاب قوى أمريكي، ولد في 17 مايو 1892، وتوفي في 10 ديسمبر 1960.

## وصلات خارجية
- توماس هالبن على موقع أوليمبيديا (الإنجليزية)